# Trichostylium affine
Trichostylium affine là một loài rêu trong họ Aneuraceae. Loài này được Corda mô tả khoa học đầu tiên năm 1835. Danh pháp khoa học của loài này chưa được làm sáng tỏ. 